# Гоґаніт
Гоґаніт є надзвичайно рідкісним вторинним мінералом із класу органічних речовин із хімічним складом Cu(CH3COO)2·H2O, і тому хімічно є ацетатом міді.
Гоґаніт кристалізується в моноклінній кристалічній системі та утворює блакитно-зелені призматичні або пластинчасті кристали розміром до 0,6 мм. Це порівняно м'який мінерал з твердістю Мооса 1,5 і блідо-блакитною рисою.

## Етимологія та історія
Мінерал був названий на честь австралійського колекціонера мінералів Грема П. Гоґана (1957 р.н.), який вперше знайшов його в копальні «Перілья-Потосі» (Брокен-Гілл, Новий Південний Уельс, Австралія). Він був проаналізований і описаний у 2002 році Д. Е. Гіббсом, Уве Колічем, П. Левереттом, Дж. Л. Шаропом і П. А. Вільямсом. У тому ж році він був офіційно визнаний мінералом IMA.
Природні ацетати надзвичайно рідкісні, хоча оцтова кислота широко поширена в природі. Поки гоґаніт не був визнаний мінералом, кальклацит був єдиним відомим представником цього класу речовин, хоча і має антропогенне походження. До того часу вважалося, що кальклацит залишиться єдиним представником ацетатів, а суто природне утворення інших ацетатів вважалося дуже малоймовірним. З визнанням IMA гоґаніту мінералом він став першим представником цього класу речовин, який утворився без антропогенного впливу.
Типовий матеріал мінералу зберігається в геоцентрі Брокен-Гіллу, в Австралійському музеї в Сіднеї та в Музеї Вікторії в Мельбурні.

## Класифікація
Оскільки гоґаніт був визнаний самостійним мінералом лише в 2001 році, він включений у 8 класифікацію, яка з 1977 року застаріла. Лише в Каталозі мінералів Ляпіса Штефана Вайса, який з огляду на приватних колекціонерів та інституційні колекції досі дотримується старої форми системи Карла Гуго Штрунца, мінерал отримав систематичний мінеральний індекс IX/A.02-16. У «Систематиці Ляпіса» це відповідає класу «органічні сполуки», а там — відділу «солі органічних кислот», де гоґаніт разом з абелсонітом, кальклацитом, чанабаяїтом, дашковаїтом, ерландитом, формікаїтом, джульєнітом, кафегідроціанітом, меллітом, пейситом, піготитом утворює об'єднану групу «інші органічні солі, включно з мелатами, цитратами та ацетатами» (станом на 2018 рік).
Міжнародна мінералогічна асоціація (IMA) у останньому оновленні 2009 року 9-го видання класифікації мінералів Штрунца також класифікує гоґаніт у відділі «солей органічних кислот». Однак тепер цей відділ чітко розділений відповідно до груп речовин, які складають основу відповідного мінералу, так що гоґаніт можна знайти в підгрупі «Ацетати» відповідно до його складу, де він є єдиним членом безіменної групи 10.AA.35.
Класифікація мінералів Дани також класифікує гоґаніт до однойменного класу та підрозділу «органічні мінерали». Тут він є джерелом іменування «групи гоґаніту» з систематичним номером 50.02.07, куди входить іншим член групи пейсит у підрозділі «солі органічних кислот (мелати, цитрати, ціанати та ацетати)».

## Кристалічна структура
Гоґаніт кристалізується в моноклінній системі в просторовій групі C2/c з періодом ґратки a = 13,162(3) Å, b = 8,555(2) Å, c = 13,850(3) Å і β = 117,08(3)° і 8 формульних одиниць на елементарну комірку.
Гоґаніт утворює дрібні призматичні або пластинчасті кристали, причому призматичні утворення за формою нагадують кристали турмаліну.

## Характеристики
Термоаналітичні дослідження показали, що гоґаніт абсолютно подібний чистому ацетату міді. Як і цей, він виділяє при температурах між 83 °C і 95 °C свою кристалічну воду і розкладається вище 222 °C з утворенням купрум(ІІ) оксиду, вуглекислого газу та води.

## Утворення та прояви
Для гоґаніту поки що відомо лише типова місцевість — Perilya Potosi Mine (Potosi Mine) в Брокен-Гілл. Тут гоґаніт утворився разом із пейситом у так званій залізній шляпі родовища через взаємодію вивітреної руди з рослинним матеріалом, що розкладається, особливо з гниючим листям. Крім того, обговорюється утворення через гниття дерев'яних конструкцій у гірничих спорудах. Перші описувачі підкреслюють, що внесення продуктів розкладання рослин не було спричинене людиною. Доведено, що мінерал утворюється на місці відкриття, а не пізніше, як у випадку з кальклацитом; тому це не музейний експонат.
Мінерал зустрічається в цьому місці у вигляді ізольованих призматичних голок довжиною 0,6 мм спереду. Супутні мінерали, окрім пейситу, включають лінарит, малахіт, азурит, мідьвмісний смітсоніт, церусит, ґетит, гематит і кварц.